# La lunga notte (album)
La lunga notte è il primo album di Cisco come solista, non molto lontano dai precedenti lavori discografici con i Modena City Ramblers, di cui è stato per diversi anni la voce solista. Un album con tratti autobiografici (Come se il mondo, Questo è il momento), di impegno civile e sociale (La lunga notte, Venite a vedere) e di omaggio a personaggi cari a Cisco (Best, Tina o Sisters of mercy).
Ascoltando il disco non si può non cogliere l'invito a vivere senza cedere ai compromessi (Diamanti e carbone) o un riferimento ai viaggi di Cisco in Sudamerica (Latinoamericana), nel cuore dell'Italia più vera (Terra rossa) o nel campo di sterminio di Birkenau (A volte). 
Si può inoltre notare come il sentimento predominante dell'album sia la solitudine; infatti ogni personaggio (basti pensare a Che Guevara in Latinoamericana oppure Best nell'omonima canzone) o tema (ne La lunga notte, in Terra rossa, in Zelig) trattato rispecchia questo sentore. Una versione della copertina inoltre ritrae uno spaventapasseri, simbolo di umile e dura solitudine. In un'altra versione ritroviamo lo stesso Cisco nella posa dello spaventapasseri, ulteriore richiamo a quanto scritto.
Il brano che ci accompagna verso la chiusura della tracklist (Eroi, Supereroi), racchiude forse il vero messaggio di soccorso che Cisco vuole infilare nella bottiglia: per uscire da questa lunga notte non servono supereroi né miracoli, serve solo che ognuno si impegni secondo le sue possibilità, magari prendendo spunto da quelle piccole-grandi cose della Natura, che ogni giorno combattono la loro grande battaglia.
La traccia Il prigioniero è un omaggio dell'autore alla serie televisiva The Prisoner, del 1967. Il dialogo in inglese tra Luca 'Gaby' Giacometti e Peter Walsh, che si sente intorno alla metà del brano, ricalca infatti l'introduzione del telefilm.

## Tracce
1. Come se il mondo (Bellotti, Cottica) - 3:21
2. La lunga notte (Bellotti) - 4:17
3. A volte (Bellotti - Folloni) - 3:24
4. Il prigioniero (Bellotti - Foddis) - 3:45
5. Venite a vedere[1] (Bellotti) - 4:12
6. Terra rossa (Bellotti) - 4:19
7. Zelig (Bellotti - Magnelli) - 4:20
8. Best (Bellotti) - 5:26
9. Diamanti e carbone (Rubbiani - Bellotti) - 3:48
10. Tina (Bellotti) - 3:37
11. Latinoamericana (Bellotti - Folloni) - 3:17
12. Sister of mercy (Cohen - Riondino)- 3:32
13. Eroi, supereroi (Bellotti, Cottica) - 4:31
14. Questo è il momento (Bellotti - Folloni) - 3:59

## Formazione
- Cisco - voce
- Guido Foddis - chitarra acustica, chitarra elettrica, charango, voce, cori
- Francesco Magnelli - pianoforte e magnellophoni
- Massimo Giuntini - bouzouki, charango, low whistle, Uillean Pipes, basso
- Andrea Salvadori - mandolino, tzouras con e-bow, chitarra elettrica e chitarra classica
- Follon Brown - chitarra elettrica
- Massimo Ghiacci - basso
- Don Andrea Gallo - voce
- Marzio Del Testa - batteria, percussioni
- Daniele Giardina - tromba, flicorno
- Francesco Moneti - violino
- Riccardo Tesi - organetto
- Pino Cacucci - voce
- Ginevra Di Marco - voce, cori